# 斗鸡山
鬥鸡山位于中国广西壮族自治区桂林市崇信路东侧，漓江西岸，北与南溪山相对，海拔288米，相对高度138米，山体占地面积为6.85万平方米，山体呈东北—西南走向，远望如雄鸡昂首，故名。又因山形如龟伏于江滨，又名龟山。古人将对岸的穿山与之合称鬥鸡山，因其隔江对峙，如雄鸡振羽。山西麓原有明代嘉靖年间建造的君子亭，于二战时期损毁，后于2020年6月重建。明代文人孔镛《鬥鸡山》诗称：“巧石如鸡欲鬥时，昂冠相距水东西。红罗缠颈何曾见，老杀青山不敢啼。”

## 对联
曾有一秀才路过此山出了上联：鬥鸡山上山鸡鬥。
秀才的老师碰巧刚游览完龙隐洞，出来后对出下联：龙隐洞中洞隐龙。